# Take Me on the Floor
A Take Me on the Floor egy dal a The Veronicas második, Hook Me Up című albumáról. 2009. március 24-én kezdték el játszani az amerikai rádiók. A Dancing with the Stars ausztrál promojában is használták a számot. A dalból Pitbull is készített remixet.

## Írás és inspiráció
A dalt Toby Gad, Jessica Origliasso és Lisa Origliasso szerezte. Néhány sor vitát okozott szexualitás ábrázolása miatt. A videóklip is megosztó lett, hiszen a lányok azonos nemű társaikkal csókolóznak.
Lisa szerint „Igen, van szexuális suttogás a dalhoz, de mikor a számot szereztük, szórakozásra gondoltunk: klubba menni és a táncparketten lenni. Úgy értelmezheted, ahogy szeretnéd.”

## Kereskedelmi fogadtatás
A Take Me on the Floor hetedik lett az ausztrál ARIA listáján. Kilencedik hetében arany minősítést kapott a szám, 35 000 digitálisan letöltött példány után. Hook Me Up című lemezükről ez a negyedik kislemez, mely top 10-es helyezést ért el Ausztráliában. Az Egyesült Államokban a Billboard Pop 100 listán 97. helyezést ért el, az iTunes Top pop 100 listán 22. lett. A Billboard Hot 100 kislemezlistán 81. lett.

## Videóklip

### Ausztrál változat
A dalhoz tartozó videóklip 2008. augusztus 13-án debütált a Hot 30 Countdown weboldalon. A videóban a két lány látható, ahogy egy fényekkel körülvett klubba sétálnak, ahol mindenki táncol. A refrént kék háttér előtt adáj elő. Később az ikrek két férfival táncolnak. A kisfilm végén ismét a kék háttér előtt állnak a testvérek. A videó kisebb vitát okozott, hiszen lányok is csókolóznak egymással a klipben.

### Nemzetközi változat
A nemzetközi változatot 2009. február 24-én forgatták Melbourneben forgatták, a Revenge Is Sweeter tour egy állomásán. 2009. május 1-jén jelent meg a kisfilm.

## Számlista
iTunes kislemez
1. Take Me on the Floor (Toby Gad, Jessica Origliasso, Lisa Origliasso) – 3:30

## Megjelenések
| Ország           | Dátum             | Kiadó                | Formátum           |
| ---------------- | ----------------- | -------------------- | ------------------ |
| Ausztrália       | 2008. július 26.  | Sire Records         | Digitális letöltés |
| Egyesült Államok | 2009. március 24. | Warner Bros. Records | Rádió              |